# 在日本韓国人連合会
在日本韓国人連合会（ざいにっぽんかんこくじんれんごうかい、재일본한국인연합회、在日本韓國人聯合會）（略称・韓人会、한인회）は18万ニューカマーの在日韓国人による全国組織で民団に次ぐ韓国人親睦団体。
事務所は東京都新宿区大久保。

## 歴史
- 1980年代末：韓国で海外旅行が自由化され、いわゆるニューカマーの韓国人の来日が増える。
- 2000年9月：大久保地域を中心とした韓国人らが集まり「在日韓国人を考える会」がつくられる
- 2001年1月17日：「韓人会準備委員会」を組織
- 2001年5月20日：「在日本韓国人連合会」結成、会長：金熙錫、副会長：趙玉済（チョ・オクジェ、조옥제）、事務局長：安昌徳
- 2009年4月20日：「日本韓国人連合会」傘下に新宿韓人発展委員会発足。委員長には趙玉済元韓人会会長[1][2]
- 2009年5月：新任会長：朴栽世（パク・ジェセ、박재세)
- 2010年5月20日：第9次韓人会定期総会にて新宿韓人発展委員会委員長に李孝烈副会長が就任
- 2012年5月25日：第6代「在日本韓国人連合会」会長に白永善（ベク・ヨンソン、백영선）が就任
- 2013年8月7日：第7代「在日本韓国人連合会」会長に李玉順（イ・オクスン、이옥순）が就任
- 2016年5月23日：第8代「在日本韓国人連合会」会長に具哲（グ・チョル、구철)が就任
- 2018年5月25日：第9代「在日本韓国人連合会」会長に具哲（グ・チョル、구철)が再任
- 2020年9月1日：第10代「在日本韓国人連合会」会長に金宰郁（キム・ジェウク、김재욱)が就任
- 2022年6月19日：第11代「在日本韓国人連合会」会長に陸鍾文（ユク・チョンムン、육종문)が就任
- 2024年6月1日：第12代「在日本東京韓国人連合会」会長に金連植（キム・ヨンシク、김연식)が就任

## 会の目的と方針
- 会員相互親睦と情報共有
- 地域社会の発展と融和
- 民族教育の活性化、母国語による教育
- 日本の法律を守り、日本人とともに地域社会に貢献する

## 現在の組織・役員
- 会　　　　長　：金連植（キム・ヨンシク）
- 理　 事  　長　：金孝燮（キム・ヒヨソプ）
- 副 　会  　長　：柳景仁（リュ・キョンイン）
- 副　 会　  長　：権容守（グォン・ヨンス）
- 副　 会　  長　：金   日（キム・イル）
- 副　 会　  長　：李大閣（イ・てカク）
- 副　 会　  長　：李宣璋（イ・ソンジャン）
- 副　 会　  長   ：李相勳（イ・サンフン）
- 事  務  総  長　：鄭鏞秀（チョン・ヨンス）

## 概要・現況
- 1980年代に韓国から来日したニューカマーはおよそ約20万にのぼる。
- ニューカマーを対象にした民団に次ぐ第2の韓国人の民間組織。
- ニューカマーを対象にした啓蒙活動、教育、広報などを行っている。
- 韓国人が密集している東京新宿地域の街の活性化と美化運動を毎月行っている。
- 2010年7月9日、大阪で地元の韓国人らと関西地域の韓人会設立準備会合を行い[3]、9月29日、在日本関西韓国人連合会（関西韓人会、初代会長：朴良基高麗貿易ジャパン代表取締役）の設立総会が大阪で開かれた[4]。

## その他
- 在日本大韓民国民団と統合することが提起されている[5]。
- 新大久保コリアンタウン「クリーン活動」は、新宿韓人発展委員会が中心となって行われた。李丙琪は、この活動に加わり、懸念を表明した。これに対し、在日本韓国人連合会の関係者は「大使にとって在特会は、のどに突き刺さった骨のようなものなのでしょう」と語った。クリーン活動終了後、李大使は、「新大久保を中心に反韓デモなどがいまだに続いている。在日同胞の方が日本社会のために尊敬を受ける存在になれば、韓日関係も発展すると思う。そのためには新旧の在日同胞が一丸となって頑張らないといけない。」と在日社会の団結を強く訴えたという[6]。